# 卡薩蒂鯨屬
卡薩蒂鯨（學名：Casatia）為已滅絕的鯨魚，來自於 5.1 - 4.5 百萬年前的上新世早期。本屬下目前僅有嗜熱卡薩蒂鯨（C. thermophila）一種，目前發現部分顱骨。卡薩蒂鯨的近親為一角鯨與白鯨，不過卡薩蒂鯨卻發現在較現存一角鯨科棲息區域還要南方的地區，這代表一角鯨科可能起源於較溫暖的海域，再逐漸向較寒冷的海域演化。
卡薩蒂鯨的化石發現於義大利，也是目前唯一發現於地中海盆地的一角鯨科物種。在化石發現地的附近也有發現現存低鰭真鯊與鼬鯊的化石，以及其他同樣已滅絕的海生哺乳動物，像是儒艮科的 Metaxytherium subapenninum。